# Riforma Moratti
De Riforma Moratti, officieel Legge 28 marzo 2003, n. 53, is gemaakt door het Italiaanse ministerie van Onderwijs onder leiding van Letizia Moratti, minister van Onderwijs. Er is twee jaar aan deze wet gewerkt. 
Op 28 maart 2003 zette de Italiaanse regering onder leiding van premier Silvio Berlusconi en de Italiaanse president, Carlo Azeglio Ciampi, haar handtekening onder de nieuwe wet.
Met deze hervorming wil Moratti het schoolsysteem in Europese en moderne richting hervormen. De hervorming betreft het aantal lesuren, onderverdeeld in contact- en studie-uren, de kosten van onderwijs, de grootte van scholen en het vervolgonderwijs. 
Hieronder een weergave van het schoolsysteem voor de hervorming en een weergave van het schoolsysteem na de hervorming. 

## Hetschoolsysteemvoor de hervorming
Vóór de hervorming was het Italiaanse onderwijssysteem als volgt ingedeeld:

•	Scuola dell’infanzia (kleuterschool). Voor kinderen van 2½-3 jaar tot 5½-6 jaar. Deze school was niet verplicht. 

•	Scuola elementare (basisschool). Voor kinderen van 6 tot 11 jaar. Deze school was wel verplicht en werd afgesloten met een getuigschrift. 

•	Scuola secondaria di I grado of scuola media (voortgezet onderwijs, eerste fase). Voor leerlingen van 11 tot 14 jaar. Deze school was verplicht en werd afgesloten met een diploma. 

•	Scuola secondaria di II grado of scuola secondaria superiore (voortgezet onderwijs, tweede fase). Voor leerlingen van 14 tot 19 jaar. Deze school was verplicht en werd afgesloten met een staatsexamen. 

•	Istituti professionali (beroepsonderwijs) van 14 tot 19 jaar. Deze school was verplicht voor degenen die de scuola secondaria superiore niet doen. Deze werd afgesloten met een staatsexamen en leerlingen kunnen na het 3e jaar een certificaat krijgen.

•	Università (universiteit). Deze was niet verplicht.

## Het schoolsysteem na de hervorming
Na de hervormingen zit het onderwijssysteem er als volgt uit:

•	Scuola dell’infanzia. Voor kinderen van 2½-3 tot 5½-6 jaar. Deze school is niet verplicht. 

-	Primo ciclo:
•	Scuola primaria (basisschool). Voor kinderen van 6 tot 11 jaar. Deze school is verplicht en wordt afgesloten met een getuigschrift.

•	Scuola secondaria di primo grado (voortgezet onderwijs, eerste fase). Voor leerlingen van 11 tot 14. Deze school is verplicht en wordt afgesloten met een diploma.

-	Secondo ciclo:
•	Liceo (voortgezet onderwijs, tweede fase). Voor leerlingen van 14-19 jaar. Wordt afgesloten met een staatsexamen.

•	Beroepsonderwijs. Voor leerlingen van 14-18 jaar die niet voor het Liceo kiezen.

•	Universiteit, kunstacademie of conservatorium. Voor leerlingen die het liceo hebben afgesloten.

•	Technische opleiding. Voor leerlingen die het beroepsonderwijs hebben afgesloten. 

## Overzicht van de veranderingen
De kern van de hervorming is de onderverdeling in de cycli (cicli). Al in de eerste cyclus moeten de leerlingen weten welke kant zij op willen. Vervolgens volgen zij in de tweede cyclus onderwijs dat op hun uiteindelijke vervolgopleiding gericht is. Het liceo is geen lyceum zoals we dat kennen in Nederland. Er zijn acht soorten lycea: artistiek, klassiek, wetenschappelijk, economisch, linguïstisch, muzikaal, technologisch en humanitaire wetenschappen. Deze lycea worden na vijf jaar afgesloten met een staatsexamen dat toegang geeft tot de universiteit, het conservatorium en de kunstacademie. De leerling kan ook direct kiezen voor een beroepsgerichte opleiding. Deze duurt gemiddeld zo’n vier jaar en geeft toegang tot de banenmarkt of tot een technische opleiding. 
Het zijn vooral de politieke oppositie en de onderwijswereld zelf waar kritische geluiden te horen zijn over Moratti's plannen. Zo bezuinigt ze op het openbaar onderwijs, terwijl ze zo'n 30 miljoen euro aan extra subsidies voor de private scholen heeft uitgetrokken. Dit zou, volgens de critici, de ongelijkheid bevorderen. Een ander punt van kritiek is het verminderen van het aantal lesuren. Verder houden de plannen in dat leerlingen al vroeg in hun schoolloopbaan moeten kiezen voor een richting die op de universiteit voorsorteert, of een richting die voorsorteert op de beroepssector. Dit 'verdict' zou te vroeg vallen en zou de perspectieven voor kinderen uit de lagere sociale klassen verslechteren.
Een ander belangrijk element is de privatisering van het onderwijs, een proces dat al onder de linkse minister Luigi Berlinguer een aanvang nam. De macht op scholen komt meer en meer te liggen bij directeuren, die hun personeel controleren en beoordelen op hun prestaties. De school wordt zogezegd meer en meer een bedrijf met de schooldirecteur als bedrijfsleider. Zodoende ontstaat er tussen de scholen een concurrentieslag om zo veel mogelijk leerlingen binnen te halen, iets waar zwakkere scholen in kleinere plaatsen de dupe van zouden zijn in de ogen van de tegenstanders. Ook worden de banden met (regionale) bedrijven aangehaald, iets wat past in Berlusconi's bedrijfsgerichte onderwijsfilosofie van de 'drie I's': 'informatica, inglese, impresa', oftewel: informatica, Engels, bedrijf. Een laatste opvallend punt is de herinvoering van het beoordelen van gedrag als een van de normen die bepalen of een leerling over kan gaan of niet. 
Aan de Riforma Moratti wordt nog steeds gesleuteld (april 2006).

## Protest
Zowel door scholieren, studenten als docenten is protest aangetekend tegen deze hervormingen. Scholen en universiteiten waren dicht uit protest. Leerlingen, studenten en docenten gingen de straat op om te protesteren tegen de Riforma Moratti. In steden als Rome, Milaan en Bologna zijn grote acties gehouden. En ook vandaag de dag worden er nog acties gehouden en gepland.